# Jiří Kryštůfek (chemik)
Jiří Kryštůfek (ur. 18 września 1933 w Humpolcu) – czeski chemik włókiennictwa, profesor.

## Życiorys
Jego matka była krawcową, a ojciec zajmował się tekstyliami (z czasem został właścicielem niewielkiego przedsiębiorstwa sukienniczego). Naukę szkolną rozpoczął 1 września 1939, a w 1943 zdał egzamin do ośmioletniego gimnazjum w Humpolcu. W 1950 komuniści zmusili jego rodziców do sprzedaży przedsiębiorstwa tekstylnego. Z uwagi na pochodzenie miał problemy ze zdaniem matury (ostatecznie doszło do tego w 1951). Ukończył studia na Uniwersytecie Chemiczno-Technologicznym w Pradze i Pardubicach na kierunku chemia tekstyliów. W 1960 objął stanowisko adiunkta w Wyższej Szkole Maszyn i Włókiennictwa w Libercu. Pracował tam w katedrze chemii włókiennictwa. W 1970 zwolniono go z uczelni za postawę podczas Praskiej Wiosny w 1968. W późniejszym czasie miał trudności z zatrudnieniem w swojej branży. Mimo tego, po dłuższych poszukiwaniach, podjął pracę w Państwowym Instytucie Włókiennictwa w Libercu. Na dawny wydział powrócił w 1990, po obaleniu komunizmu. Uzyskał nominację na stanowisko profesora nadzwyczajnego. Mieszka w Libercu. Opublikował wspomnienia z dzieciństwa w Humpolcu.